# Línguas citas
As línguas citas são todos os idiomas falados por todos os povos que habitaram uma vasta região da Eurásia conhecida como Cítia, que se estendia, durante a Antiguidade, do rio Vístula, no Leste Europeu, até a Mongólia. Nesta definição também são incluídas algumas línguas faladas no leste do atual Irã e na Ásia Central. Estes povos foram designados historicamente por autores antigos como "citas", nome que lhes costumava ser atribuído, e falavam línguas de diferentes grupos e famílias. Seu meio de subsistência variavam do sedentarismo agricultural ao nomadismo pastoral. Eram guerreiros e comerciantes.
Os grupos étnicos dominantes entre os citas, no entanto, eram os pastores nômades da Ásia Central e da estepe pôntico-cáspia. Fragmentos de seu idioma, registrados em inscrições e trechos citados por autores antigos, bem como a análise de seus nomes, indicaram que ele pertenceria à família linguística indo-europeia, mais especificamente ao ramo oriental das línguas iranianas, que por sua vez fazem parte das línguas indo-iranianas. Além disto, as classificações não são conclusivas. Alexander Lubotsky sumarizou da seguinte maneira o cenário linguístico conhecido:
| “ | Infelizmente, não conhecemos quase nada sobre o cita daquele período [iraniano antigo] - temos apenas alguns nomes pessoais e tribais em fontes gregas e persas à nossa disposição - e não podemos sequer determinar com algum grau de certeza se ele era um idioma único. | ” |

## Classificação
A imensa maioria dos acadêmicos que estudam os citas concordam que as línguas cito-sármatas (e o osseta) pertencem à família linguística iraniana oriental - como o extinto sogdiano. Esta hipótese iraniana se baseia principalmente no fato de que as inscrições gregas da costa norte do Mar Negro contêm centenas de nomes sármatas que apresentam uma semelhança com o osseta.
Os historiadores normalmente dividem o grupo cito-sármata cronologicamente, em vez de geograficamente:[carece de fontes?]
- Cita (c. 800 - 300 a.C.), evidenciado principalmente em inscrições helenísticas e romanas
- Sármata (c. 300 a.C. - 400 d.C.), evidenciado principalmente em inscrições helenísticas e romanas
- Alânico (c. 400 - 1000), evidenciado principalmente por autores gregos bizantinos

Alguns estudiosos detetaram uma divisão do cito-sármata em dois dialetos: um dialeto ocidental, mais conservador, e um dialeto oriental, com mais inovações. Esta segunda divisão pode corresponder ao sármata, enquanto o primeiro seria uma continuação do dialeto falado pelos antigos citas antes da invasão do sármata.
O grupo cito-hotanês se subdivide em:
- Hotanês, falado no Hotan
- Tumshuquês, falado em Tumshuq

As línguas citas podem ter formado um contínuo dialetal:
- as línguas cito-sármatas eram faladas por povos de descendência iraniana,[4] a partir dos séculos VIII e VII a.C., na região da atual Ucrânia, sul da Rússia e Cazaquistão. O osseta atual sobrevive como uma continuação desta família linguística, possivelmente representada por inscrições cito-sármatas, embora a família linguística cito-sármata "não represente simplesmente o mesmo idioma [osseta]" numa data anterior.[5]
- língua saca ou cito-hotanês, no Oriente: falado no Reino de Hotan (localizado no território do Xinjiang atual, na República Popular da China), e inclui o hotanês, de Hotan, e o tumshuquês, de Tumshuq. Os estudiosos classificam estes idiomas como iranianos do nordeste.[6]